# Morzyczyn Włościański
Morzyczyn Włościański – wieś w Polsce położona w województwie mazowieckim, w powiecie węgrowskim, w gminie Sadowne. Ma status sołectwa.
| SIMC    | Nazwa     | Rodzaj  |
| ------- | --------- | ------- |
| 0685883 | Gać       | kolonia |
| 0685890 | Zabielowa | kolonia |

W latach 1954–1959 wieś należała i była siedzibą władz gromady Morzyczyn Włościański, po jej zniesieniu w gromadzie Sadowne. W latach 1975–1998 miejscowość administracyjnie należała do województwa siedleckiego.
Wierni Kościoła rzymskokatolickiego należą do parafii św. Jana Chrzciciela w Sadownem.